# 정 (2002년 드라마)
《정》은 SBS에서 2002년 8월 28일부터 2002년 11월 13일까지 방영된 수목 미니시리즈이다. 2002년 11월 14일 창사 12주년 특집 드라마 《그대는 이 세상》이 편성되면서 종영일이 하루 앞당겨져 2002년 11월 13일 23회, 24회를 연속 방송되었다.
한편, 주요 배역으로 조폭이 등장하는 등 지나친 폭력 묘사로 인해 방송위원회로부터 '주의' 조치를 받았다.

## 등장 인물
- 김석훈 : 철수 역
- 유준상 : 병수 역
- 김지호 : 미연 역
- 김사랑 : 을숙 역
- 윤여정 : 엄씨 역
- 박근형 : 태봉 역
- 임예진 : 용자 역
- 한채영 : 해미 역
- 길용우 : 탁박사 역
- 양정아 : 지선 역
- 최준용 : 정남 역
- 윤기원 : 동식 역
- 류수영 : 재만 역
- 장대지
- 장은비
- 이상은
- 원숙희
- 김희정
- 김영철
- 김지우
- 김형범
- 백승욱